# Slaves of Destiny
Slaves of Destiny er en britisk stumfilm fra 1924 instrueret af Maurice Elvey.

## Medvirkende
- Matheson Lang som Luke Charnock
- Valia som Miranda Warriner
- Henry Victor som Ralph Warriner
- Humberston Wright som Hassan
- Harry Agar Lyons som Wilbrahim